# Gerasch (Verwaltungsbezirk)
Gerasch (persisch شهرستان گراش) ist ein Schahrestan in der Provinz Fars im Iran. Er enthält die Stadt Gerasch, welche die Hauptstadt des Verwaltungsbezirks ist. In dem Bezirk leben die Chodmunier, eine der Volksgruppen des Iran.

## Demografie
Bei der Volkszählung 2016 betrug die Einwohnerzahl des Schahrestan 53.907. Die Alphabetisierung lag bei 86 Prozent der Bevölkerung. Knapp 64 Prozent der Bevölkerung lebten in urbanen Regionen.
| Zensusjahr | Einwohnerzahl |
| ---------- | ------------- |
| 2011       | 47.055        |
| 2016       | 53.907        |